# Uvaria cabindensis
Uvaria cabindensis este o specie de plante angiosperme din genul Uvaria, familia Annonaceae, descrisă de Arthur Wallis Exell. Conform Catalogue of Life specia Uvaria cabindensis nu are subspecii cunoscute.